# Нова Весь (гміна Вронкі)
Нова Весь (пол. Nowa Wieś) — село в Польщі, у гміні Вронки Шамотульського повіту Великопольського воєводства.
Населення — 1251 особа (2011).
У 1975-1998 роках село належало до Пільського воєводства.

## Демографія
Демографічна структура станом на 31 березня 2011 року:
|          | Загалом | Допрацездатний вік | Працездатний вік | Постпрацездатний вік |
| -------- | ------- | ------------------ | ---------------- | -------------------- |
| Чоловіки | 571     | 132                | 391              | 48                   |
| Жінки    | 680     | 113                | 409              | 158                  |
| Разом    | 1251    | 245                | 800              | 206                  |